# Камподацо (Болцано)
Камподацо је насеље у Италији у округу Болцано, региону Трентино-Јужни Тирол.
Према процени из 2011. у насељу је живело 90 становника. Насеље се налази на надморској висини од 371 м.